# Procapperia amira
Procapperia amira är en fjärilsart som beskrevs av Ernst Arenberger 1988. Procapperia amira ingår i släktet Procapperia och familjen fjädermott. Inga underarter finns listade i Catalogue of Life.